# Strnadice
Strnadice (lat. Emberizidae) je porodica ptica podreda Passerida, reda Passeriformes (vrapčarki). 

## Razdioba
Obuhvaća rodove: Acanthidops, Aimophila, Amaurospiza, Ammodramus, Amphispiza, Arremon, Arremonops, Atlapetes, Buarremon, Calamospiza, Calcarius, Camarhynchus, Catamenia, Certhidea, Charitospiza, Chondestes, Coryphaspiza, Coryphospingus, Diuca, Dolospingus, Donacospiza, Emberiza, Emberizoides, Embernagra, Euneornis, Geospiza, Gubernatrix, Haplospiza, Idiopsar, Incaspiza, Junco, Latoucheornis, Lophospingus, Loxigilla, Loxipasser, Lysurus, Melanodera, Melanospiza, Melophus, Melopyrrha, Melospiza, Melozone, Myospiza, Nesospiza, Oreothraupis, Oriturus, Oryzoborus, Paroaria, Passerculus, Passerella, Pezopetes, Phrygilus, Piezorhina, Pinaroloxias, Pipilo, Plectrophenax, Pooecetes, Poospiza, Porphyrospiza, Pselliophorus, Rhodospingus, Rowettia, Saltatricula, Sicalis, Spizella, Sporophila, Tiaris, Torreornis, Urothraupis, Volatinia, Xenospingus, Xenospiza, Zonotrichia.